# Hiếu Triết Giản Hoàng hậu
Hiếu Triết Giản hoàng hậu (chữ Hán: 孝哲簡皇后, ? - ?) là chính thất của Minh An Tông Hoằng Quang Đế, Hoàng đế đầu tiên của triều Nam Minh. Bà kết hôn với Hoằng Quang Đế khi ông còn là Đức Xương vương (德昌王), và mất trước thời điểm ông đăng cơ.
Bà chưa bao giờ làm Hoàng hậu khi còn sống, chỉ được truy phong Hoàng hậu sau khi đã qua đời.

## Tiểu sử
Sử sách không ghi năm sinh của bà, chỉ biết bà họ Hoàng (黃), ra đời khi nhà Minh đang ở bờ vực diệt vong. Cha bà là Hoàng Cơ Thụy, nhậm chức Đô chỉ huy Thiêm sự (都指揮簽事)。.
Theo 《Nam Minh Sử》, Hoàng thị kết hôn với Chu Do Tung (sau là Minh An Tông) khi ông còn là Đức Xương vương, bà trở thành [Đức Xương Vương phi; 德昌王妃]. Không lâu sau, bà yểu mệnh qua đời. 
Năm 1644, Đức Xương Vương lên ngôi, tức Minh An Tông Hoằng Quang Đế, truy phong Vương phi Hoàng thị làm Hiếu Triết Ý Trang Ôn Trinh Nhân Tĩnh Hoàng hậu (孝哲懿莊溫貞仁靖皇后). Sau này, thuỵ hiệu của bà được thêm chữ [Nghi Thiên Chiêu Thánh; 儀天昭聖], gọi là Hiếu Triết Ý Trang Ôn Trinh Nhân Tĩnh Nghi Thiên Chiêu Thánh Hoàng hậu (孝哲懿莊溫正仁靖儀天昭聖皇后). 
Năm Long Vũ thứ 2 (năm Thuận Trị thứ 3) (1646), Hoằng Quang Đế bị Đa Nhĩ Cổn xử tử tại Thái Thị Khẩu. Lỗ vương Chu Dĩ Hải giám quốc, bổ sung thuỵ hiệu của Hoàng thị thành Hiếu Triết Ý Trang Ôn Trinh Nhân Tĩnh Nghi Thiên Chiêu Thánh An Hoàng hậu (孝哲懿莊溫正仁靖儀天昭聖安皇后). 
Về sau, Minh Chiêu Tông Vĩnh Lịch Đế lại bổ sung thuỵ hiệu cho bà thành Hiếu Triết Ý Trang Ôn Chính Nhân Tĩnh Nghi Thiên Chiêu Thánh Giản Hoàng hậu (孝哲懿莊温正仁靖仪天昭圣簡皇后).